# Caryanda modesta
Caryanda modesta es una especie de saltamontes de la subfamilia Oxyinae, familia Acrididae. Se distribuye en la cuenca del río Congo.